# Jan Rzeszowski (rotmistrz)
Jan Rzeszowski herbu Doliwa – rotmistrz jazdy obrony potocznej, wójt krasnystawski i drohobycki.

## Życiorys
Daty życia nieznane. Pochodził ze szlacheckiej rodziny Rzeszowskich herbu Doliwa wywodzącej się z Wielkopolski a osiadłej w Małopolsce i województwie ruskim. Był synem Augustyna. W 1531 otrzymał list przypowiedni na sformowanie chorągwi jazdy obrony potocznej, na wyprawę mołdawską poprowadził 100 żołnierzy, w tym 22 konny poczet własny. 22 sierpnia 1531 walczył w bitwie pod Obertynem, jego chorągiew wchodziła w skład odwodowego hufca walnego. Formacja ta przeprowadziła szarżę decydującą o zwycięstwie armii koronnej. Drugi i ostatni raz wzmiankowany jako rotmistrz w 1538.

Żonaty z córką wojewody sieradzkiego Stanisława Łaskiego. Był wójtem krasnystawskim i drohobyckim. Posiadał w województwie ruskim część miasta, cztery wsie i 2 części innych wsi.